# Syzygium barringtonioides
Syzygium barringtonioides är en myrtenväxtart som först beskrevs av Henry Nicholas Ridley, och fick sitt nu gällande namn av Genkei Masamune. Syzygium barringtonioides ingår i släktet Syzygium och familjen myrtenväxter.

## Underarter
Arten delas in i följande underarter:
- S. b. barringtonioides
- S. b. quadrisepalum